# 409 v. Chr.
Portal Geschichte | Portal Biografien | Aktuelle Ereignisse | Jahreskalender | Tagesartikel

◄ |
6. Jahrhundert v. Chr. |
5. Jahrhundert v. Chr. |
4. Jahrhundert v. Chr. |
►

◄ | 420er v. Chr. | 410er v. Chr. | 400er v. Chr. | 390er v. Chr. |
380er v. Chr. |
►

◄◄ | ◄ | 412 v. Chr. | 411 v. Chr. | 410 v. Chr. | 409 v. Chr. |
408 v. Chr. |
407 v. Chr. |
406 v. Chr. |
► |
►►

## Ereignisse

### Politik und Weltgeschehen

#### Griechisch-Punischer Krieg
- Karthago erobert und zerstört Selinunt und Himera auf Sizilien.

#### Peloponnesischer Krieg
- Kampf um Megara
- Schlacht von Abydos
- Schlacht von Ephesos

### Kultur
- Das Drama Philoktetes von Sophokles wird erstmals aufgeführt.

## Geboren
- Dion von Syrakus, griechischer Politiker auf Sizilien († 354 v. Chr.)